# Opera Euro Rapid
Opera Euro Rapid là giải đấu thứ 3 và là giải Thường thứ 2 của tour giải cờ nhanh trị giá hơn 1,6 triệu đô la Meltwater Champions Chess Tour 2021. Tổng số tiền thưởng của giải đấu là 100.000$.

## Thể thức
Giống như các giải đấu khác trong chuỗi giải đấu này, Opera Euro Rapid chơi theo thể thức cờ nhanh, mỗi ván đấu 15 phút + 10 giây tích lũy. Mỗi giải gồm 16 kỳ thủ (riêng giải Airthings Masters gồm 12 kỳ thủ), thi đấu vòng bảng vòng tròn một lượt chọn ra 8 kỳ thủ đánh loại trực tiếp.
Ở vòng loại trực tiếp, việc phân cặp theo thứ tự vòng bảng: 1-8 và 4-5 chung nhánh bán kết, 2-7 và 3-6 nhánh còn lại. Mỗi trận đấu gồm 2 trận đấu nhỏ, mỗi trận đấu nhỏ có 4 ván cờ nhanh. Ở trận đấu nhỏ, nếu ai đạt được từ 2½ điểm trở lên được tính là thắng, nếu hòa 2–2 tính là hòa. Kết quả trận đấu là kết quả 2 trận đấu nhỏ. Nếu hai trận đấu nhỏ có kết quả hòa (hòa cả hai trận hoặc mỗi người thắng một trận) thì sẽ có hai ván cờ chớp 5 phút + 3 giây để phân định thắng thua. Nếu sau hai ván cờ chớp vẫn hòa sẽ có một ván Armageddon: bên trắng có 5 phút, bên đen 4 phút nhưng hòa thì đen thắng. Người có thứ hạng cao hơn ở vòng bảng sẽ được chọn màu quân ở ván đấu này.
Các giải đấu đều thi đấu trên nền tảng Chess24.com, là một trong những trang web hàng đầu về cờ vua mà công ty của vua cờ Magnus Carlsen đã sở hữu trước đó.

## Lịch thi đấu
| Vòng (giai đoạn)                | Thời gian               |
| ------------------------------- | ----------------------- |
| Cả giải đấu                     | 6 - 14 tháng 2, 2021    |
| Vòng bảng                       | 6, 7 và 8 tháng 2, 2021 |
| Vòng tứ kết                     | 9 và 10 tháng 2, 2021   |
| Vòng bán kết                    | 11 và 12 tháng 2, 2021  |
| Chung kết và Trận tranh hạng ba | 13 và 14 tháng 2, 2021  |

## Vòng bảng
Dù chưa vô địch giải nào của tour, vua cờ Carlsen tiếp tục dẫn đầu bảng vòng loại. Nakamura và Nepomniachtchi là hai kỳ thủ trong số tám kỳ thủ có điểm số dẫn đầu tour đấu không lọt được vào vòng loại trực tiếp. Thay thế vị trí của họ ở vòng loại trực tiếp là Giri và Duda.
| TT | Kỳ thủ                 | Elo  | Thắng | Hòa | Thua | Điểm | Đối đầu | Ván thắng |
| -- | ---------------------- | ---- | ----- | --- | ---- | ---- | ------- | --------- |
| 1  | Magnus Carlsen         | 2881 | 6     | 7   | 2    | 9½   | ½       | 6         |
| 2  | Anish Giri             | 2731 | 5     | 9   | 1    | 9½   | ½       | 5         |
| 3  | Wesley So              | 2741 | 5     | 8   | 2    | 9    |         |           |
| 4  | Levon Aronian          | 2778 | 5     | 7   | 3    | 8½   | 1       |           |
| 5  | Maxime Vachier-Lagrave | 2860 | 4     | 9   | 2    | 8½   | 0       |           |
| 6  | Jan-Krzysztof Duda     | 2774 | 4     | 8   | 3    | 8    | ½       | 4         |
| 7  | Teimour Radjabov       | 2758 | 1     | 14  | 0    | 8    | ½       | 1         |
| 8  | Daniil Dubov           | 2770 | 4     | 7   | 4    | 7½   | ½       | 4         |
| 9  | Hikaru Nakamura        | 2829 | 3     | 9   | 3    | 7½   | ½       | 3         |
| 10 | Sam Shankland          | 2609 | 4     | 6   | 5    | 7    | ½       | 4         |
| 11 | Ian Nepomniachtchi     | 2778 | 3     | 8   | 4    | 7    | ½       | 3         |
| 12 | Vidit Santosh Gujrathi | 2636 | 2     | 9   | 4    | 6½   | 1½      |           |
| 13 | Leinier Dominguez      | 2786 | 4     | 5   | 6    | 6½   | 1       |           |
| 14 | Alexander Grischuk     | 2784 | 1     | 11  | 3    | 6½   | ½       |           |
| 15 | Matthias Blübaum       | 2562 | 2     | 7   | 6    | 5½   |         |           |
| 16 | Đinh Lập Nhân          | 2836 | 3     | 4   | 8    | 5    |         |           |

## Vòng loại trực tiếp
Cũng như giải Airthings Masters, Carlsen gặp Dubov ở tứ kết, tuy nhiên đã vượt qua kỳ thủ này ở ván Armageddon. Wesley So lần thứ 2 vô địch sau khi thắng Vua cờ sau 2 ván cờ chớp
|  | Tứ kết | Tứ kết                 | Tứ kết | Tứ kết                 | Tứ kết |    |                | Bán kết        | Bán kết          | Bán kết | Bán kết | Bán kết |                        |                       | Chung kết             | Chung kết             | Chung kết             | Chung kết | Chung kết |  |
|  |        |                        |        |                        |        |    |                |                |                  |         |         |         |                        |                       |                       |                       |                       |           |           |  |
|  | 1      | Magnus Carlsen         | 2½     | ½                      | 2      |    |                |                |                  |         |         |         |                        |                       |                       |                       |                       |           |           |  |
|  | 1      | Magnus Carlsen         | 2½     | ½                      | 2      |    |                |                |                  |         |         |         |                        |                       |                       |                       |                       |           |           |  |
|  | 8      | Daniil Dubov           | ½      | 2½                     | 1      |    |                |                |                  |         |         |         |                        |                       |                       |                       |                       |           |           |  |
|  | 8      | Daniil Dubov           | ½      | 2½                     | 1      |    | 1              | Magnus Carlsen | 2½               | 1       | 2       |         |                        |                       |                       |                       |                       |           |           |  |
|  |        |                        |        |                        |        |    | 1              | Magnus Carlsen | 2½               | 1       | 2       |         |                        |                       |                       |                       |                       |           |           |  |
|  |        |                        | 5      | Maxime Vachier-Lagrave | ½      | 3  | 1              |                |                  |         |         |         |                        |                       |                       |                       |                       |           |           |  |
|  | 5      | Maxime Vachier-Lagrave | 5      | Maxime Vachier-Lagrave | ½      | 3  | 1              | 2½             | 2                |         |         |         |                        |                       |                       |                       |                       |           |           |  |
|  | 5      | Maxime Vachier-Lagrave |        |                        |        |    |                |                |                  |         |         |         |                        |                       |                       |                       |                       |           |           |  |
|  | 4      | Levon Aronian          | 1½     | 2                      |        |    |                |                |                  |         |         |         |                        |                       |                       |                       |                       |           |           |  |
|  | 4      | Levon Aronian          | 1½     | 2                      |        | 1  | Magnus Carlsen | 2              | 1½               |         |         |         |                        |                       |                       |                       |                       |           |           |  |
|  |        |                        |        |                        |        |    |                |                |                  |         |         |         |                        |                       |                       |                       |                       |           |           |  |
|  |        |                        | 3      | Wesley So              | 2      | 2½ |                |                |                  |         |         |         |                        |                       |                       |                       |                       |           |           |  |
|  | 3      | Wesley So              | 3      | Wesley So              | 2      | 2½ | 2½             | 2              |                  |         |         |         |                        |                       |                       |                       |                       |           |           |  |
|  | 3      | Wesley So              |        |                        |        |    | 2½             | 2              |                  |         |         |         |                        |                       |                       |                       |                       |           |           |  |
|  | 6      | Jan-Krzysztof Duda     | 1½     | 0                      |        |    |                |                |                  |         |         |         |                        |                       |                       |                       |                       |           |           |  |
|  | 6      | Jan-Krzysztof Duda     | 1½     | 0                      |        | 3  | Wesley So      | 2½             | 2                |         |         |         | Tranh huy chương đồng  | Tranh huy chương đồng | Tranh huy chương đồng | Tranh huy chương đồng | Tranh huy chương đồng |           |           |  |
|  |        |                        |        |                        |        | 3  | Wesley So      | 2½             | 2                |         |         |         |                        |                       |                       |                       |                       |           |           |  |
|  |        |                        | 7      | Teimour Radjabov       | 1½     | 1  |                |                |                  |         |         |         |                        |                       |                       |                       |                       |           |           |  |
|  | 7      | Teimour Radjabov       | 7      | Teimour Radjabov       | 1½     | 1  | 2              | 2              | 1½               |         |         | 5       | Maxime Vachier-Lagrave | 1½                    | 0                     |                       |                       |           |           |  |
|  | 7      | Teimour Radjabov       |        |                        |        |    |                |                |                  |         |         | 5       | Maxime Vachier-Lagrave | 1½                    | 0                     |                       |                       |           |           |  |
|  | 2      | Anish Giri             | 2      | 2                      | ½      |    |                | 7              | Teimour Radjabov | 2½      | 2       |         |                        |                       |                       |                       |                       |           |           |  |

## Kết quả chung cuộc
| Thứ hạng | Kỳ thủ                 | Điểm | Tiền thưởng |
| -------- | ---------------------- | ---- | ----------- |
| Vô địch  | Wesley So              | 46   | 30 000$     |
| Á quân   | Magnus Carlsen         | 35   | 15 000$     |
| Hạng ba  | Teimour Radjabov       | 17   | 8 500$      |
| Hạng tư  | Maxime Vachier-Lagrave | 14   | 6 500$      |